# Pavilly
Pavilly – miejscowość i gmina we Francji, w regionie Normandia, w departamencie Sekwana Nadmorska.
Według danych na rok 1990 gminę zamieszkiwało 5729 osób, a gęstość zaludnienia wynosiła 404 osoby/km² (wśród 1421 gmin Górnej Normandii Pavilly plasuje się na 50. miejscu pod względem liczby ludności, natomiast pod względem powierzchni na miejscu 166.).